# Cantó de Menat
El cantó de Menat és un cantó francès del departament del Puèi Domat, situat al districte de Riam. Té 12 municipis i el cap és Menat.

## Municipis
- Blot-l'Église
- Lisseuil
- Marcillat
- Menat
- Neuf-Église
- Pouzol
- Saint-Gal-sur-Sioule
- Saint-Pardoux
- Saint-Quintin-sur-Sioule
- Saint-Rémy-de-Blot
- Servant
- Teilhet

## Història
| Data d'elecció                           | Identitat       | Partit | Qualitat |
| ---------------------------------------- | --------------- | ------ | -------- |
| 1958-1970                                | M. Raphanel     | SFIO   |          |
| 1970-1988                                | Armand Mansat   | PCF    |          |
| 1988-2008                                | Guy Brunet      | PCF    |          |
| 2008-                                    | Bernard Lescure | PCF    |          |
| les dades anteriors no són pas conegudes |                 |        |          |
|                                          |                 |        |          |

## Demografia
| 1962  | 1968  | 1975  | 1982  | 1990  | 1999  | 2007  |
| ----- | ----- | ----- | ----- | ----- | ----- | ----- |
| 4.418 | 5.024 | 4.410 | 4.042 | 3.621 | 3.521 | 3.723 |